# Яново (Вишковський повіт)
Яново (пол. Janowo) — село в Польщі, у гміні Жонсьник Вишковського повіту Мазовецького воєводства.
Населення — 94 особи (2011).
У 1975—1998 роках село належало до Остроленцького воєводства.

## Демографія
Демографічна структура станом на 31 березня 2011 року:
|          | Загалом | Допрацездатний вік | Працездатний вік | Постпрацездатний вік |
| -------- | ------- | ------------------ | ---------------- | -------------------- |
| Чоловіки | 51      | 9                  | 36               | 6                    |
| Жінки    | 43      | 8                  | 25               | 10                   |
| Разом    | 94      | 17                 | 61               | 16                   |